# Крушево Брдо II (Котор Варош)
Крушево Брдо II је насељено мјесто у Босни и Херцеговини, у општини Котор Варош, ентитет Република Српска. Према попису становништва из 2013. у насељу је живјело свега 66 становника.

## Становништво
Према попису становништва из 1991. године, мјесто је имало 399 становника.
| Демографија (Крушево Брдо)- (Крушево Брдо) (Крушево Брдо) (Крушево Брдо) | Демографија (Крушево Брдо)- (Крушево Брдо) (Крушево Брдо) (Крушево Брдо) | Демографија (Крушево Брдо)- (Крушево Брдо) (Крушево Брдо) (Крушево Брдо) |
| Година                                                                   | Становника                                                               | Становника                                                               |
| ------------------------------------------------------------------------ | ------------------------------------------------------------------------ | ------------------------------------------------------------------------ |
| 1948.                                                                    | 1.492                                                                    |                                                                          |
| 1953.                                                                    | 0                                                                        |                                                                          |
| 1961.                                                                    | 1.117                                                                    |                                                                          |
| 1971.                                                                    | 1.380                                                                    |                                                                          |
| 1981.                                                                    | 1.371                                                                    |                                                                          |
| 1991.                                                                    | 399                                                                      |                                                                          |